# أولاد ايحيا (تافضنا)
أولاد ايحيا هي إحدى مشيخات المملكة المغربية، تتبع جغرافيا لإقليم الصويرة وإداريًا لتافضنا. يقدر عدد سكانها بـ 2313 نسمة حسب الإحصاء الرسمي للسكان والسكنى لسنة 2004.